# Perssoniella vitreocincta
Perssoniella vitreocincta är en bladmossart som beskrevs av Theodor Carl Karl Julius Herzog. Perssoniella vitreocincta ingår i släktet Perssoniella och familjen Perssoniellaceae. IUCN kategoriserar arten globalt som sårbar.
Artens utbredningsområde är Nya Kaledonien. Inga underarter finns listade i Catalogue of Life.